# Taniguchi Yoshirō

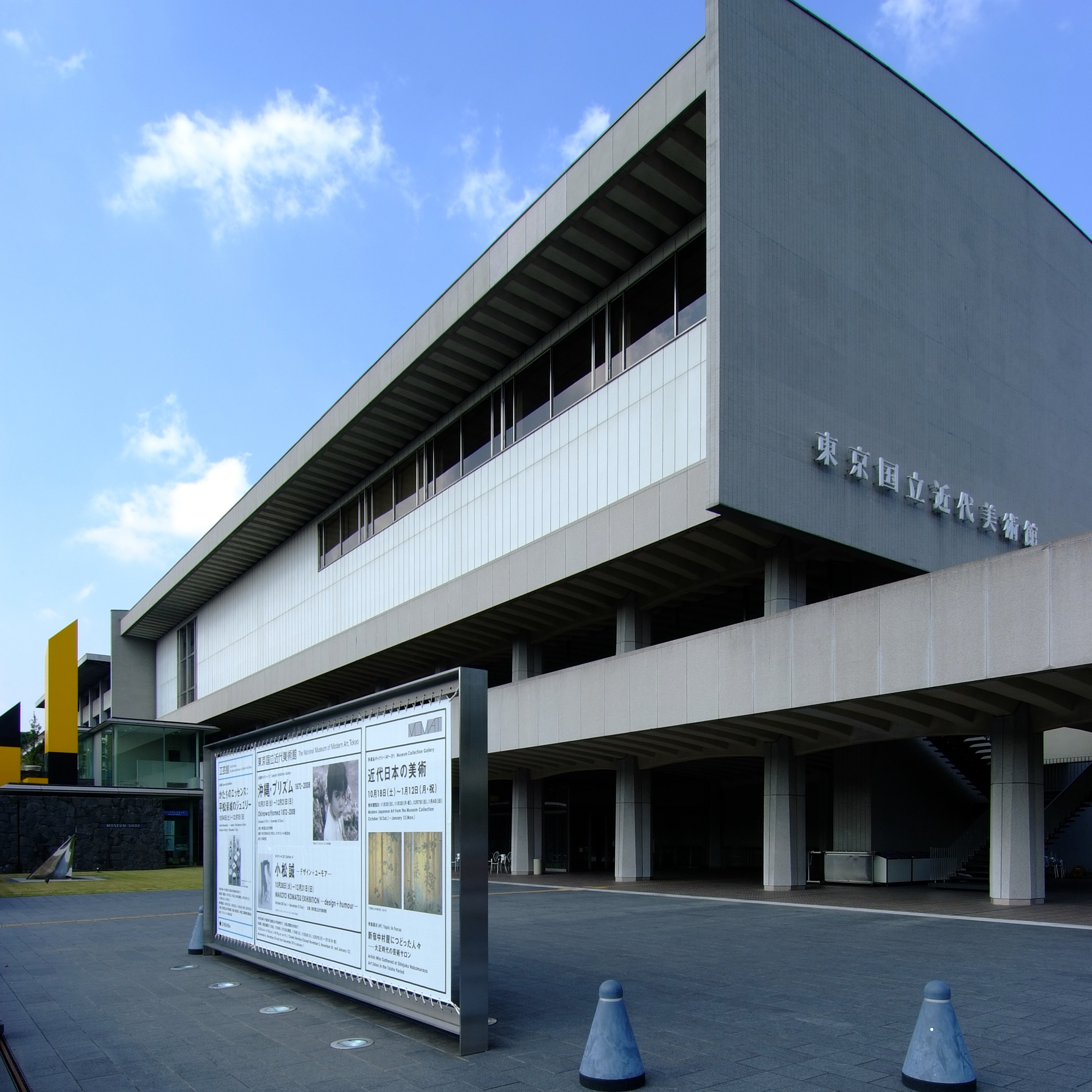
Nationalmuseum für moderne Kunst Tokio

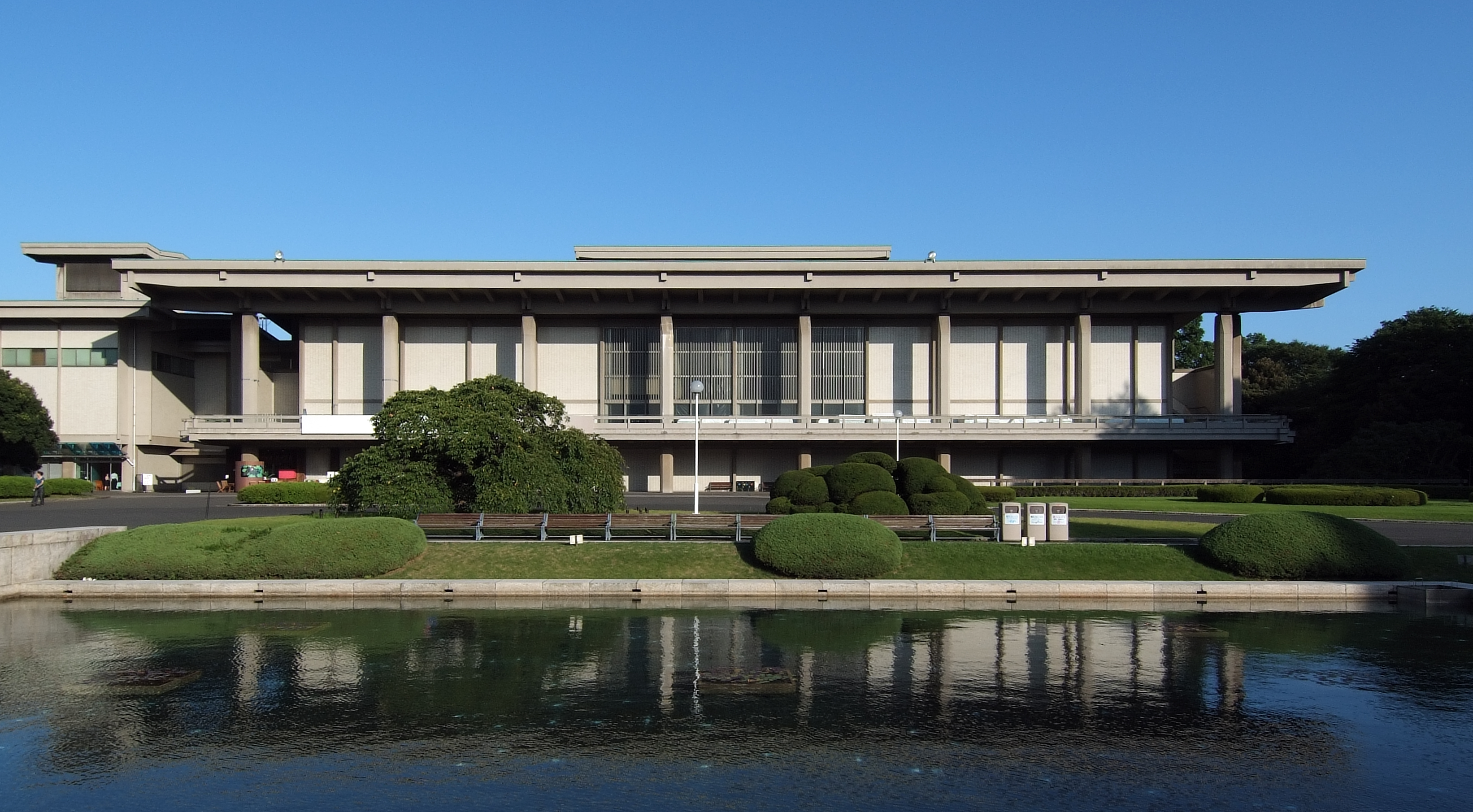
Nationalmuseum Tokio

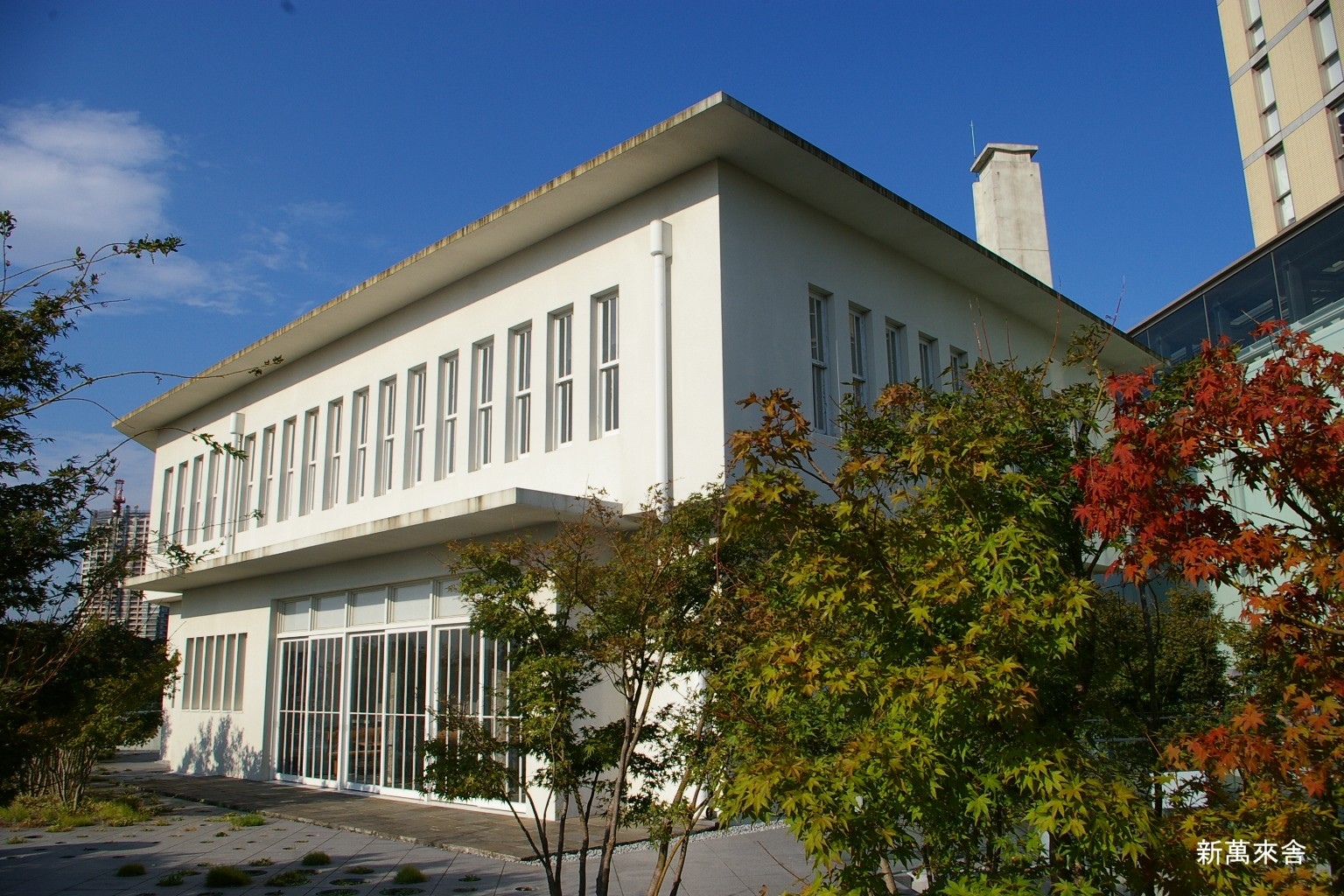
Kunstabteilung der Keiō

Taniguchi Yoshirō (japanisch 谷口 吉郎; geboren 24. Juni 1904 in der Präfektur Ishikawa; gestorben 2. Februar 1979) war ein japanischer Architekt der Shōwa-Zeit.

## Leben und Werk
Taniguchi Yoshirō übernahm nach dem Abschluss im Department für Architektur der Universität Tokio eine Lehrtätigkeit am Tokyo Institute of Technology (TIT), arbeitete aber gleichzeitig als Architekt. Im Vorkriegsjapan war sein Entwurf für das Hydraulik-Labor des TIT im Jahr 1932 richtungsweisend, auch der 1937 für die Gestaltung des Kindergartens (幼稚舎 Yōchisha) der Keiō-Universität 1936. Von 1938 bis 1939 hielt er sich in Berlin auf, wo er sich anlässlich des Neubaus der japanischen Botschaft mit der Anlage des Gartens befasste.
Seine Erfahrungen in Europa führten zu einer Umorientierung: nach dem Pazifikkrieg näherte er sich der traditionellen japanischen Architektur an. Seine Gedächtnishalle für Shimazaki Tōson (藤村記念館 Tōson Kinenkan) aus dem Jahr 1947 ist ein extrem schlichtes Bauwerk in einer ländlichen Umgebung, es ist bemerkenswert in seiner Annäherung an den japanischen Stil.
1951 entwarf Taniguchi das Gebäude für die Kunstabteilung der Keiō-Universität auf dem Mita-Campus, das Shinmanraisha (新萬來舎), 1958 folgte das Museum für Shimazaki Tōson (小諸市立藤村記念館) in Komori, 1959 war er beteiligt an der Gestaltung der Anlage für die Unbekannten Kriegstoten in der Nähe des Kaiserpalastes in Tokio, den Nationalfriedhof Chidorigafuchi, 1960 entwarf er die Residenz für den Kronprinzen (東宮御所 Tōgū Gosho), 1966 das Teikoku Gekijō, alle drei in Tokio. Er schuf auch Industriebauwerke wie 1956 das 2. Chichibu Zementwerk (秩父セメント第2工場). Nebenbei war er auch als Innenarchitekt für Hotels und Theaterbauten tätig.
Für sein Buch Shugakuin rikyū erhielt Taniguchi 1957 den Mainichi-Kulturpreis. 1961 folgte der Preis der Japanischen Akademie der Künste für die von ihm gebaute Residenz für den Kronprinzen und dann 1987 ein weiterer Preis der Akademie für das „Domon Ken-Gedächtnismuseum“ (土門拳記念館) für den Fotografen Domon Ken in dessen Heimatstadt Sakata. 1973 wurde Taniguchi mit dem Kulturorden ausgezeichnet.